# غودفري إنغرام
غودفري إنغرام (بالإنجليزية: Godfrey Ingram)‏ هو لاعب كرة قدم بريطاني، ولد في 26 أكتوبر 1959 في لوتن في المملكة المتحدة. لعب مع كارديف سيتي ونادي بيتربورو يونايتد ونادي لوتون تاون ونادي نورثامبتون تاون ونيويورك كوسموس.